# Осушниця
Осушниця (пол. Osusznica, нім. Ossusnitza) — село в Польщі, у гміні Ліпниця Битівського повіту Поморського воєводства.
Населення — 277 осіб (2011).
У 1975-1998 роках село належало до Слупського воєводства.

## Демографія
Демографічна структура станом на 31 березня 2011 року:
|          | Загалом | Допрацездатний вік | Працездатний вік | Постпрацездатний вік |
| -------- | ------- | ------------------ | ---------------- | -------------------- |
| Чоловіки | 149     | 34                 | 108              | 7                    |
| Жінки    | 128     | 35                 | 73               | 20                   |
| Разом    | 277     | 69                 | 181              | 27                   |